# Antlia 2
Antlia 2 ist eine gravitativ an die Milchstraße gebundene Zwerggalaxie im Sternbild Luftpumpe. Ihre Ausdehnung am Himmel erstreckt sich über 1,27°. Bei einer Entfernung von etwa 430.000 Lichtjahren beträgt ihr Durchmesser somit fast 10.000 Lichtjahre.
Antlia 2 ist eine ultradiffuse Galaxie und unter diesen Galaxien mit Abstand die bislang diffuseste. Sie ist um den Faktor 100 lichtschwächer als die zerstreutesten der bislang beobachteten Galaxien dieser Art.
Antlia 2 wurde 2018 mit Data-Mining-Methoden aus Daten des Gaia-Sternenkatalogs entdeckt. Die Astronomen fanden im Sternbild Luftpumpe (Antlia) eine ungewöhnliche Anhäufung von RR-Lyrae-Veränderlichen, die den entscheidenden Hinweis auf die dahinter verborgene Struktur gab.